# تين كفي
التين الكفي أو بلس (باللاتينية: Ficus palmata) نوع من النباتات يتبع جنس التين من الفصيلة التوتية.

## البيئة والانتشار
موطنه بلاد الشام ومصر.